# Oshkosh (Wisconsin)
Oshkosh is een plaats (city) in de Amerikaanse staat Wisconsin, en valt bestuurlijk gezien onder Winnebago County.

## Geschiedenis
Oshkosh werd genoemd naar Menominee opperhoofd Oshkosh, wiens naam "klauw" betekent.
Omstreeks 1818 trokken de eerste Europese kolonisten naar het gebied, zij waren actief in bont. Oshkosh speelde desondanks een bescheiden rol in de bonthandel. Door de mijnbouwhausse in de jaren 1820, dat samenviel met de opening van het Eriekanaal, verschoof de bedrijvigheid naar het zuidwesten van Wisconsin. Na 1832 nam de belangstelling om naar Wisconsin te verhuizen toe, nieuwe steden ontstonden maar Oshkosh bleef een van de vijf grootste steden van Wisconsin tot in de 20e eeuw.
In Oshkosh nam de houtindustrie een vlucht. In 1853 werd het een stad en telde bijna 2800 inwoners. Dennen werden er verwerkt en de industrie maakte gebruik van bevaarbare waterwegen om de bomen aan te voeren en het gezaagde hout naar de afzetmarkten te transporteren. De komst van het spoor in 1859 werkte ook in het voordeel.
In 1870 was Oshkosh de op twee na grootste stad van Wisconsin met ruim 12.000 inwoners. Rond deze tijd werd de krant Oshkosh Daily Northwestern (nu de Oshkosh Northwestern) uitgegeven en de Oshkosh State Normal School, nu een universiteit, opgericht. Hout bleef de belangrijkste economische activiteit en in 1874 telde de stad 47 zagerijen.
Op 28 april 1875 woedde een grote brand, zo'n 70 winkels, 40 fabrieken en 500 huizen gingen in rook op. De brand begon bij een Morgan-houtzagerij. De combinatie van droog weer, de aanwezigheid van veel brandbaar materiaal als hout en zaagsel en een harde wind waren de reden van de brand.
Rond 1900 werd de Oshkosh Brewing Company opgericht.
In 1927 werd een vliegveld geopend. Oshkosh Airport Inc. kreeg in 1928 Northwest Airways als vaste klant voor het postvervoer. In 1972 werd de luchthaven hernoemd naar racepiloot Steve Wittman, hij was 38 jaar lang de beheerder van de luchthaven. In 2003 werden de commerciële vluchten gestaakt nadat de Federal Aviation Administration de subsidie had beëindigd. Het vliegveld wordt nog altijd gebruikt voor de EAA AirVenture Air Show waar jaarlijks 500.000 mensen op afkomen met zo'n 10.000 vliegtuigen.
In 1930 waren er 33.062 inwoners en was Oshkosh de vierde stad van Wisconsin, vóór Madison en Green Bay. In hetzelfde jaar verhuisde Oshkosh Corporation naar de stad en deze fabrikant van vrachtwagens is nog altijd een belangrijke werkgever.

## Demografie
Bij de volkstelling in 2000 werd het aantal inwoners vastgesteld op 62.916. In 2006 is het aantal inwoners door het United States Census Bureau geschat op 64.084, een stijging van 1168 (1,9%). In 2010 was het aantal inwoners tot 66.083 gestegen. In 2019 werd het aantal geschat op 67.004.

## Geografie
Volgens het United States Census Bureau beslaat de plaats een oppervlakte van 63,2 km², waarvan 61,2 km² land en 2,0 km² water. Oshkosh ligt op ongeveer 231 m boven zeeniveau.

## Plaatsen in de nabije omgeving
De onderstaande figuur toont nabijgelegen plaatsen in een straal van 24 km rond Oshkosh.

## Geboren
- Lewis Hine (1874-1940), fotograaf en socioloog
- Tyrese Haliburton (2000), basketballer